# Trịnh Chiêu công
Trịnh Chiêu công (chữ Hán: 鄭昭公; trị vì: 701 TCN và 697 TCN–695 TCN), tên thật là Cơ Hốt (姬忽), là vị vua thứ tư của nước Trịnh – chư hầu nhà Chu trong lịch sử Trung Quốc.
Cơ Hốt là con trai trưởng của Trịnh Trang công – vị vua thứ ba của nước Trịnh với phu nhân Đặng Mạn.

## Thế tử nước Trịnh
Vua cha Trịnh Trang công tuy làm khanh sĩ ở nhà Chu, nhưng sau một thời gian quan hệ với thiên tử có rạn nứt nên hai bên thỏa ước đổi con tin. Việc thiên tử đổi con tin với chư hầu rất trái ngược với phép tắc, nhưng vì khi đó Bình vương thế yếu nên phải chấp thuận. Bình vương sai con là Duệ Phụ sang làm con tin ở nước Trịnh còn Trịnh Trang công sai Cơ Hốt sang Lạc Ấp ở nhà Chu.
Năm 720 TCN, Chu Bình vương mất. Trang công cho người đón Cơ Hốt về, rồi hộ tống thái tử về triều nối ngôi. Nhưng giữa đường Duệ Phụ bệnh chết, con là Lâm kế vị, tức Chu Hoàn Vương.
Năm 717 TCN, vua cha Trịnh Trang công mang quân đánh nước Trần. Trần Hoàn công phải xin giảng hòa và xin kết thông gia. Trịnh Trang công bằng lòng, lấy con gái Trần Hoàn công cho Cơ Hốt. Tháng 4 năm 715 TCN, ông sang nước Trần cưới vợ là Quy thị.
Năm 706 TCN, nước Tề bị Bắc Nhung xâm lấn. Tề Hy công cầu cứu nước Trịnh. Trịnh Trang công sai Cơ Hốt cứu Tề, đánh đuổi được quân Nhung. Tề Hy công mến phục, định gả con gái là Văn Khương cho Cơ Hốt, đại phu Tế Trọng khuyên Cơ Hốt chấp nhận nhưng ông không nghe. Sau đó vua Tề gả Văn Khương cho Lỗ Hoàn công.

## Làm vua lần thứ nhất
Năm 701 TCN, Trịnh Trang công qua đời, Cơ Hốt lên kế vị, tức Trịnh Chiêu công.
Em ông là công tử Đột làm con tin ở nước Tống. Năm 700 TCN Trịnh Chiêu công sai Tế Trọng đi giao hảo với nước Tống. Do mẹ của công tử Đột là Ung thị, có thế lực lớn ở nước Tống nên Tống Trang công ủng hộ công tử Đột, uy hiếp buộc Tế Trọng phế Chiêu công để lập công tử Đột đang làm con tin ở nước mình, nếu không sẽ giết chết. Tế Trọng nghe theo, mật ước với nước Tống.
Sau khi về nước, Tế Trọng khuyên Trịnh Chiêu công nhường ngôi cho công tử Đột. Trịnh Chiêu công thế không làm gì được đành chạy sang nước Vệ. Công tử Đột lên ngôi, tức là Trịnh Lệ công.

## Làm vua lần thứ hai
Trịnh Lệ công lên ngôi, oán giận Tế Trọng chuyên quyền. Năm 697 TCN, Lệ công cùng con rể Tế Trọng là Ung Củ mưu giết Tế Trọng nhưng mưu bại lộ, tháng 5 năm 697 TCN Sái Trọng làm binh biến. Trịnh Lệ công phải bỏ trốn. Tế Trọng lại đón Trịnh Chiêu công về phục ngôi. Tháng 6 năm đó, Trịnh Chiêu công trở lại nước Trịnh lên làm vua lần thứ 2.
Trịnh Lệ công trốn sang đất Lịch, giết đại phu Đan Bá trấn giữ ở đó rồi chiếm đất Lịch. Tống Trang công không ủng hộ Chiêu công nên cùng hội binh cùng các nước Lỗ, Vệ, Trần, Sái đánh Trịnh để giúp Lệ công, nhưng cuối cùng không thắng phải rút quân.
Đại phu nước Trịnh là Cao Cừ Di, theo Tả truyện, khi Trịnh Trang công còn tại vị, phong Cao Cừ Di làm khanh, Cơ Hốt đã khuyên Trang công không nên nhưng Trịnh Trang công không nghe, nên Cừ Di thù Chiêu công. Tháng 10 năm 695 TCN, nhân lúc Trịnh Chiêu công ra ngoài, Cao Cừ Di bèn mang quân bản bộ đánh úp giết chết ông.
Sau khi Chiêu công bị giết, người nước Trịnh muốn đón Trịnh Lệ công về phục ngôi nhưng Tế Trọng và Cao Cừ Di không chịu, lập công tử Vĩ lên ngôi. Ít lâu sau, Tử Vĩ và Cao Cừ Di bị Tề Tương công lừa bắt giết.
Trịnh Chiêu công ở ngôi 2 lần, lần đầu được vài tháng, lần thứ 2 được 2 năm.